# Damien Delaney
Damien Finbarr Delaney (Cork, 20 juli 1981) is een Iers voetballer die bij voorkeur als centrale verdediger speelt. Hij tekende in 2012 bij Crystal Palace.

## Clubcarrière
Delaney werd geboren in Cork en speelde in Ierland voor Avondale United en Cork City. In 2002 trok hij naar Engeland, waar Leicester City hem de kans gaf om zich te bewijzen. Om nog meer wedstrijdervaring op te doen werd de verdediger uitgeleend aan Stockport County, Huddersfield Town en Mansfield Town. In 2002 werd hij verkocht aan Hull City. Zes jaar later tekende Delaney bij Queens Park Rangers, waar hij twee seizoenen zou spelen. In 2009 trok hij naar Ipswich Town. Op 31 augustus 2012 tekende Delaney een contract bij Crystal Palace. Op 1 september 2012 debuteerde hij voor de Londenaren in de competitiewedstrijd tegen Sheffield Wednesday. Op 6 oktober 2012 maakte de Ierse international zijn eerste doelpunt voor Crystal Palace in de thuiswedstrijd tegen Burnley. In 2013 promoveerde hij met Crystal Palace naar de Premier League.

## Interlandcarrière
Op 13 mei 2008 werd Delaney door bondscoach Giovanni Trapattoni voor het eerst opgeroepen voor Ierland. Op 24 mei 2008 debuteerde hij voor het nationale elftal in de vriendschappelijke interland tegen Servië. Op 4 mei 2011 werd hij opgeroepen voor het vierlandentoernooi. Op 11 oktober 2013 maakte Delaney zijn officiële debuut voor Ierland in de WK-kwalificatiewedstrijd tegen Duitsland.

## Erelijst
| League of Ireland Cup | 1x | 1998/99 |